# Trigonodes hyppasiana
Trigonodes hyppasiana là một loài bướm đêm trong họ Noctuidae.